# Felix zu Hohenlohe-Waldenburg-Schillingsfürst
Felix Friedrich-Karl Michael Maria Fürst zu Hohenlohe-Waldenburg-Schillingsfürst (Heilbronn, 12 maart 1963) is sinds 6 juni 2017 de 10e vorst en hoofd van de hoogadellijke en ebenbürtige tak Hohenlohe-Waldenburg-Schillingsfürst uit het Huis Hohenlohe. Als vorst en hoofd van het huis voert hij het predicaat Doorluchtigheid.

## Biografie
Hohenlohe werd geboren als zoon Hubertus Prinz zu Hohenlohe-Waldenburg-Schillingsfürst (1935), ingenieur, en Adelheid Freiin von Ow (1937). Hij was de kleinzoon van Friedrich Fürst zu Hohenlohe-Waldenburg-Schillingsfürst (1908-1982), 8e vorst van Hohenlohe-Waldenburg-Schillingsfürst, en de oomzegger van zijn voorganger als vorst en hoofd van de tak Friedrich Fürst zu Hohenlohe-Waldenburg-Schillingsfürst (1933-2017), broer van zijn vader. Hij behaalde diploma's als ingenieur en als koopman en is reserveluitenant. Hij trouwde in 1994 met de Amerikaanse Barbara Ross Dabney (1966), dochter van prof. dr. Ross Hutcheson Dabney (1934-2014), hoogleraar Engelse letterkunde, met wie hij zes kinderen kreeg, onder wie de Erbgraf Konrad (1995).